# Olympische Sommerspiele 1972/Gewichtheben – Mittelgewicht (Männer)
Das Gewichtheben im Mittelgewicht bei den Olympischen Sommerspielen 1972 in München wurde am 31. August in der Gewichtheberhalle auf dem Messegelände Theresienhöhe ausgetragen.
Der Wettkampf galt gleichzeitig als Weltmeisterschaft. Somit wurden in den jeweiligen Teildisziplinen auch Weltmeisterschaftsmedaillen vergeben.

## Wettkampfformat
Die Athleten traten im sogenannten Dreikampf gegeneinander an. Dieser bestand aus den Disziplinen Drücken, Reißen und Stoßen. Jeder Athlet hatte für jede der drei Disziplinen drei Versuche, der beste Versuch einer jeden Disziplin wurde gewertet und mit den anderen addiert. Sieger war der Athlet, welcher hieraus das meiste Gesamtgewicht vorweisen konnte.

## Neue Rekorde
Folgende neue Rekorde wurden während des Wettkampfes aufgestellt:
| Weltrekord         | Dreikampf | Jordan Bikow ( Bulgarien)       | 485,0 kg |
| Olympischer Rekord | Drücken   | Wladimir Kanygin ( Sowjetunion) | 165,0 kg |
| Olympischer Rekord | Reißen    | Aimé Terme ( Frankreich)        | 142,5 kg |

## Ergebnisse
| Rang | Athlet                | Nation             | Kgw.  | Drücken (kg) | Drücken (kg) | Drücken (kg) | Drücken (kg) | Reißen (kg) | Reißen (kg) | Reißen (kg) | Reißen (kg) | Stoßen (kg) | Stoßen (kg) | Stoßen (kg) | Stoßen (kg) | Gesamt (kg) |
| Rang | Athlet                | Nation             | Kgw.  | 1            | 2            | 3            | Erg.         | 1           | 2           | 3           | Erg.        | 1           | 2           | 3           | Erg.        | Gesamt (kg) |
| ---- | --------------------- | ------------------ | ----- | ------------ | ------------ | ------------ | ------------ | ----------- | ----------- | ----------- | ----------- | ----------- | ----------- | ----------- | ----------- | ----------- |
| 1    | Jordan Bikow          | Bulgarien          | 74,50 | 150,0        | 155,0        | 160,0        | 160,0        | 135,0       | 140,0       | 142,5       | 140,0       | 177,5       | 185,0       | –           | 185,0       | 485,0 WR    |
| 2    | Mohamed Tarabulsi     | Libanon            | 74,05 | 150,0        | 155,0        | 160,0        | 160,0        | 140,0       | 145,0       | 145,0       | 140,0       | 167,5       | 167,5       | 172,5       | 172,5       | 472,5       |
| 3    | Anselmo Silvino       | Italien            | 74,85 | 150,0        | 155,0        | 160,0        | 155,0        | 135,0       | 135,0       | 140,0       | 140,0       | 175,0       | 180,0       | 180,0       | 175,0       | 470,0       |
| 4    | Ondrej Hekel          | Tschechoslowakei   | 73,90 | 140,0        | 150,0        | 150,0        | 150,0        | 137,5       | 142,5       | 145,0       | 142,5       | 170,0       | 175,0       | 175,0       | 170,0       | 462,5       |
| 5    | Frank Zielecke        | DDR                | 74,50 | 145,0        | 150,0        | 152,5        | 150,0        | 135,0       | 135,0       | 140,0       | 140,0       | 170,0       | 170,0       | 175,0       | 170,0       | 460,0       |
| 6    | Gábor Szarvas         | Ungarn             | 74,80 | 145,0        | 150,0        | 150,0        | 150,0        | 135,0       | 140,0       | 140,0       | 135,0       | 175,0       | 180,0       | 180,0       | 175,0       | 460,0       |
| 7    | András Stark          | Ungarn             | 74,85 | 147,5        | 152,5        | 155,0        | 152,5        | 132,5       | 137,5       | 140,0       | 137,5       | 170,0       | 175,0       | 175,0       | 170,0       | 460,0       |
| 8    | Russell Knipp         | Vereinigte Staaten | 74,50 | 160,0        | 167,5        | 167,5        | 160,0        | 127,5       | 132,5       | 132,5       | 127,5       | 170,0       | 170,0       | 175,0       | 170,0       | 457,5       |
| 9    | Frederick Lowe        | Vereinigte Staaten | 74,85 | 135,0        | 142,5        | 147,5        | 147,5        | 130,0       | 135,0       | 137,5       | 135,0       | 170,0       | 175,0       | 175,0       | 175,0       | 457,5       |
| 10   | Salvatore Laudani     | Italien            | 74,90 | 147,5        | 152,5        | 155,0        | 155,0        | 115,0       | 120,0       | 120,0       | 120,0       | 160,0       | 165,0       | 165,0       | 165,0       | 440,0       |
| 10   | Tore Bjørnsen         | Norwegen           | 74,90 | 145,0        | 145,0        | 150,0        | 145,0        | 130,0       | 135,0       | 135,0       | 130,0       | 165,0       | 170,0       | 170,0       | 165,0       | 440,0       |
| 12   | Panagiotis Spyrou     | Griechenland       | 74,50 | 140,0        | 145,0        | 145,0        | 145,0        | 112,5       | 112,5       | 117,5       | 117,5       | 162,5       | 162,5       | 167,5       | 167,5       | 430,0       |
| 13   | Arvo Ala-Pöntiö       | Finnland           | 74,70 | 135,0        | 140,0        | 145,0        | 145,0        | 122,5       | 127,5       | 127,5       | 122,5       | 160,0       | 167,5       | 167,5       | 160,0       | 427,5       |
| 14   | Erling Johansen       | Dänemark           | 74,50 | 132,5        | 137,5        | 142,5        | 137,5        | 122,5       | 127,5       | 132,5       | 127,5       | 152,5       | 160,0       | 160,0       | 160,0       | 425,0       |
| 15   | Aimé Terme            | Frankreich         | 74,70 | 117,5        | 122,5        | 127,5        | 127,5        | 137,5       | 142,5       | 142,5       | 142,5 OR    | 150,0       | 155,0       | 155,0       | 155,0       | 425,0       |
| 16   | İsmail Bayram         | Türkei             | 74,90 | 130,0        | 135,0        | 137,5        | 137,5        | 117,5       | 122,5       | 125,0       | 122,5       | 147,5       | 152,5       | 155,0       | 152,5       | 412,5       |
| 17   | Anthony Ebert         | Neuseeland         | 74,90 | 137,5        | 137,5        | 142,5        | 137,5        | 117,5       | 125,0       | 125,0       | 117,5       | 155,0       | 160,0       | 160,0       | 155,0       | 410,0       |
| 18   | Natsagiin Ser-Od      | Mongolei           | 74,55 | 130,0        | 130,0        | 135,0        | 130,0        | 115,0       | 115,0       | 122,5       | 122,5       | 142,5       | 147,5       | –           | 147,5       | 400,0       |
| 19   | Mohammad Malik Arshad | Pakistan           | 74,40 | 117,5        | 117,5        | 117,5        | 117,5        | 107,5       | 112,5       | 115,0       | 107,5       | 147,5       | 155,0       | 155,0       | 147,5       | 372,5       |
|      | Keith Adams           | Kanada             | 74,55 | 137,5        | 145,0        | 145,0        | 137,5        | 115,0       | 115,0       | 115,0       | NVL         |             |             |             |             | DNF         |
|      | Leopold Pichler       | Österreich         | 74,65 | 145,0        | 150,0        | 150,0        | 145,0        | –           | –           | –           | NVL         |             |             |             |             | DNF         |
|      | Wladimir Kanygin      | Sowjetunion        | 74,80 | 160,0        | 165,0        | 167,5        | 165,0 OR     | 137,5       | 137,5       | 137,5       | NVL         |             |             |             |             | DNF         |
|      | Uwe Kliche            | BR Deutschland     | 74,60 | 145,0        | 150,0        | 150,0        | 145,0        | 122,5       | 127,5       | 127,5       | 122,5       | –           | –           | –           | NVL         | DNF         |
|      | Alfonso Rodríguez     | Puerto Rico        | 73,00 | 127,5        | 127,5        | 127,5        | NVL          |             |             |             |             |             |             |             |             | DNF         |
|      | Josef Romano          | Israel             | 73,80 | 137,5        | 137,5        | 137,5        | NVL          |             |             |             |             |             |             |             |             | DNF         |
|      | Werner Dittrich       | DDR                | 74,40 | 150,0        | 150,0        | 150,0        | NVL          |             |             |             |             |             |             |             |             | DNF         |